# 平松のウツクシマツ自生地

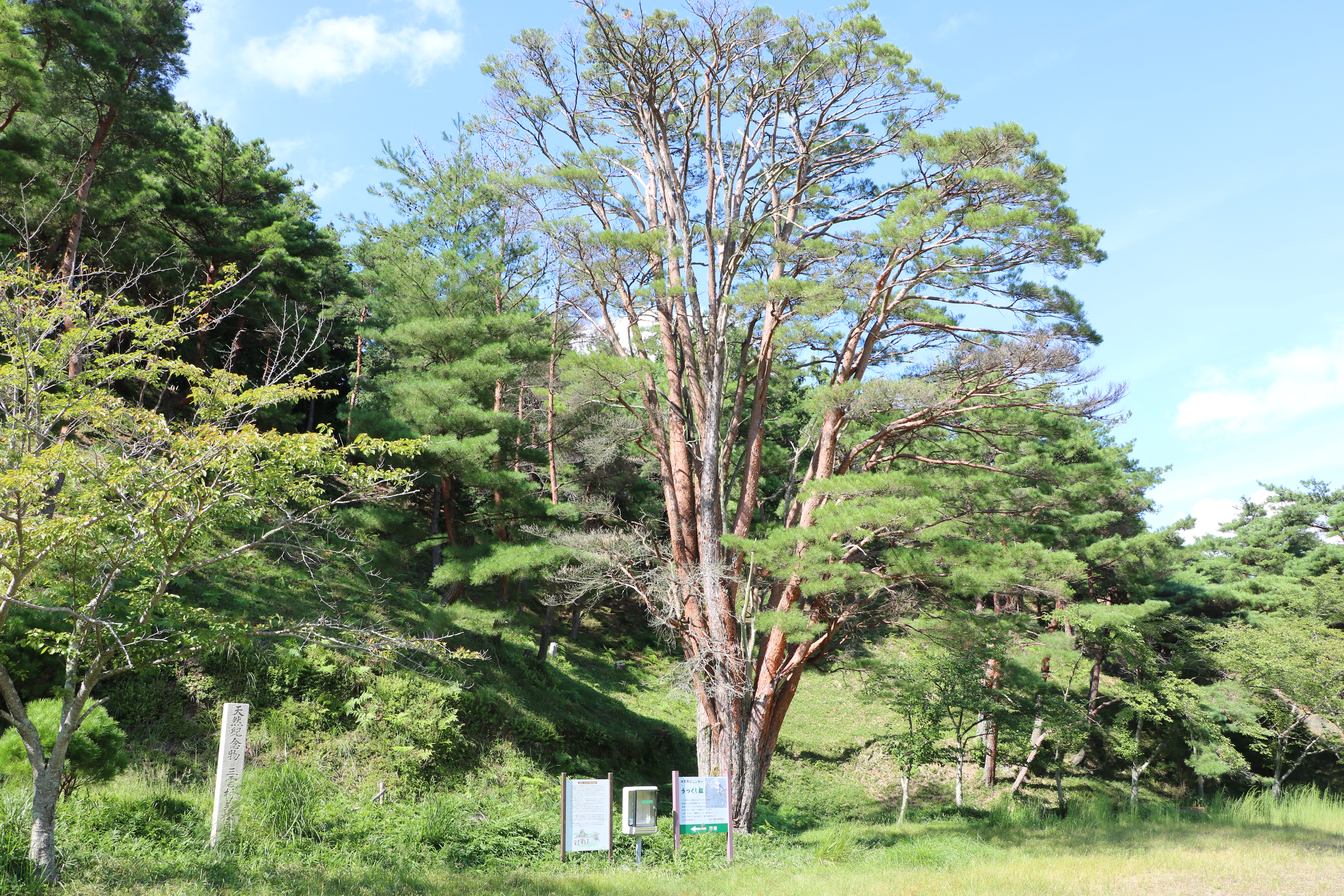
平松のウツクシマツ自生地。2019年9月6日撮影。

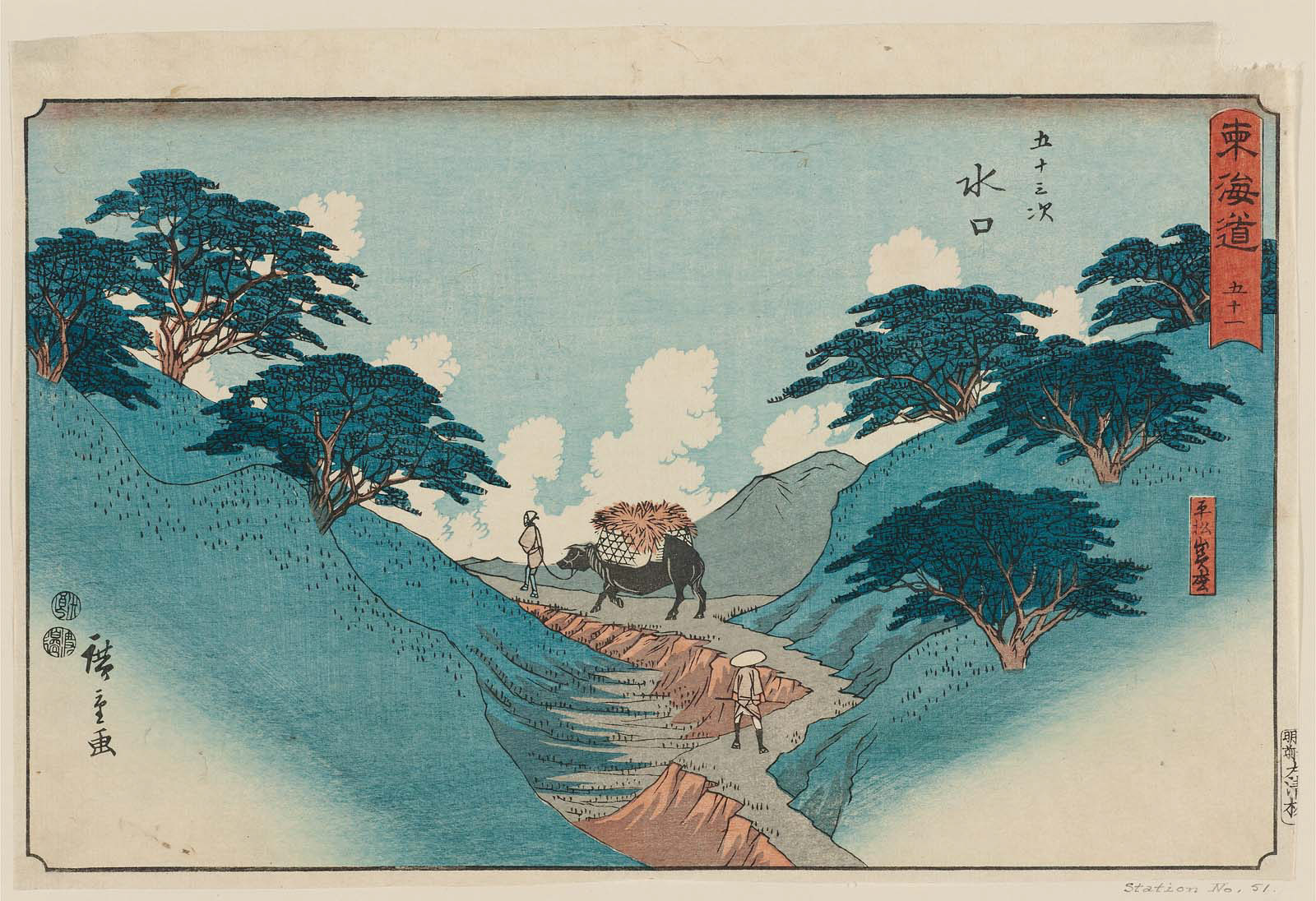
歌川広重 『東海道五十三次』より
「東海道五十一五十三次 水口 平松山美松」

平松のウツクシマツ自生地（ひらまつのウツクシマツじせいち）は、滋賀県湖南市平松にある国の天然記念物に指定された、ウツクシマツの自生地である。
ウツクシマツ（美し松、学名 Pinus densiflora f.umbraculifera）とは、根元近くから幹が放射状に分かれて上方へ伸び、まるで剪定された庭木のような樹形をもつアカマツの変種であるが、このような樹形のマツが群生し、1ヶ所にまとまって生育している要因は劣性遺伝によるものと判明しており、自然状態で交配を重ね自生地を形成しているのは、この湖南市平松地区にある、美松山（びしょうざん）南東斜面に位置する「平松のウツクシマツ自生地」のみである。
平松のウツクシマツ自生地は東海道五十三次の水口宿と石部宿の中間、石部宿寄りの街道沿いにほど近く、東海道を往来する人々にも松の名所として古くより知られており、その優美な姿から「美松」「美し松」と呼ばれて大切にされ、1921年（大正10年）3月3日に国の天然記念物に指定された。
国の天然記念物に指定されたエリアには幼木から樹齢300年超の老木が生育しているが、近年、急速にマツ枯れが進んでおり、地元住民による保護活動や湖南市により保全計画が策定され保護保全対策が行われている。

## ウツクシマツの樹形と遺伝様式

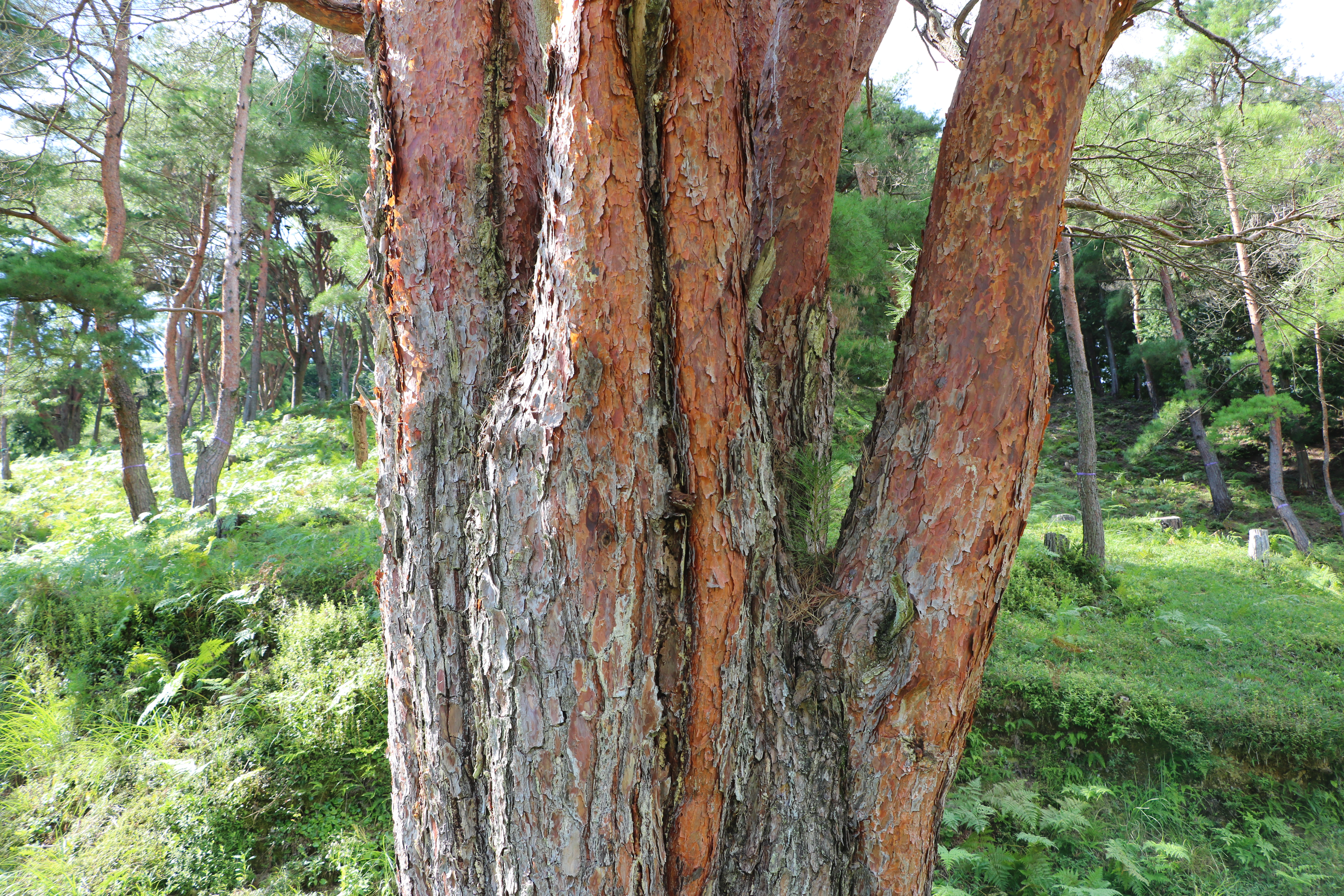
地表に近い位置から複数の幹に分岐している。2019年9月6日撮影。

平松のウツクシマツ自生地は滋賀県南部、湖南市平松地区の小高い丘陵地にある美松山（びしょうざん、標高227メートル）の南東側斜面にあり、標高180メートルから225メートルにかけた山腹斜面の約1.89ヘクタールが国の天然記念物に指定されている。この場所はJR草津線甲西駅の南方を東西方向に走る旧東海道から南西側の美松山方面へ1キロメートルほど登った、丘陵地を造成した新興住宅地に隣接した位置にある。
ウツクシマツはアカマツの変種で、葉型や樹皮は通常のアカマツとほぼ同じであるが、根元に近い位置から複数本に分かれた幹が上方へ高く伸び、上部の樹冠全体が傘を広げたように見える珍しい樹形をしている。高さは約7 - 10メートル、幹囲は2.5 - 2.8メートルほどのものが大半を占めており、中には樹高15メートルに達する個体もある。なお、樹形が類似するものに多行松（タギョウショウ）があるが、これは接ぎ木による園芸品種であり、新宿御苑や兼六園などの公園や庭園に植樹されているが、樹高が高く成長するウツクシマツと異なり、高さは5メートル未満の低木がほとんどである。
平松のウツクシマツの樹形には、いくつかのバリエーションがあり、湖南市教育委員会が作成した現地解説板によれば、
1. 扇型（上方山形） 根元から約1.5 - 2メートル付近で複数の幹に分岐し扇状になり、樹冠上部が山形になっているもの。
2. 扇形（上方やや円形） 1.と同型で樹冠上部が丸みがかったもの。
3. 傘型 地表付近から幹が多数分岐し、樹冠が傘状に広がったもの。
4. ホウキ型 幹の分岐は3.と同じであるが、樹冠の広がりが狭いため全体的に箒状に見えるもの。

以上の4タイプに分類されている。
このような樹形になる要因は長らく不明で、当地の土質が砂礫の混ざった赤土で、一部には岩盤が露出するような層の浅い土壌の影響などが考えられてきたが、確定的なものは無いままであった。
滋賀県庁の出先機関である滋賀県森林センターでは、平松のウツクシマツの遺伝様式を解明するため1973年（昭和48年）より研究を開始した。
まず最初に、自生するウツクシマツから採種して育てた複数の実生木（第1世代、F1、雑種第一代）は、普通のアカマツとウツクシマツの2種類に分かれた。これらを用いて人工交配を行い第2世代（F2）以降の交配検証を重ねた結果、第2世代以降の個体には、普通のアカマツのもつ「主幹1本だけを伸ばす機能」が崩れた遺伝子が含まれており、独特の樹形をもつ要因は劣性遺伝によるものであることが判明した。
| 親 | ウツクシマツ          | ウツクシマツ          |
| -- | --------------------- | --------------------- |
| 子 | ウツクシマツ （100%） | ウツクシマツ （100%） |

| 親 | ウツクシマツ          | アカマツ              |
| -- | --------------------- | --------------------- |
| 子 | アカマツ型F1 （100%） | アカマツ型F1 （100%） |

| 親 | アカマツ型F1         | アカマツ型F1         |
| -- | -------------------- | -------------------- |
| 子 | ウツクシマツ （25%） | アカマツ型F2 （75%） |

| 親 | アカマツ型F1         | ウツクシマツ         |
| -- | -------------------- | -------------------- |
| 子 | ウツクシマツ （50%） | アカマツ型F2 （50%） |

以上の結果、

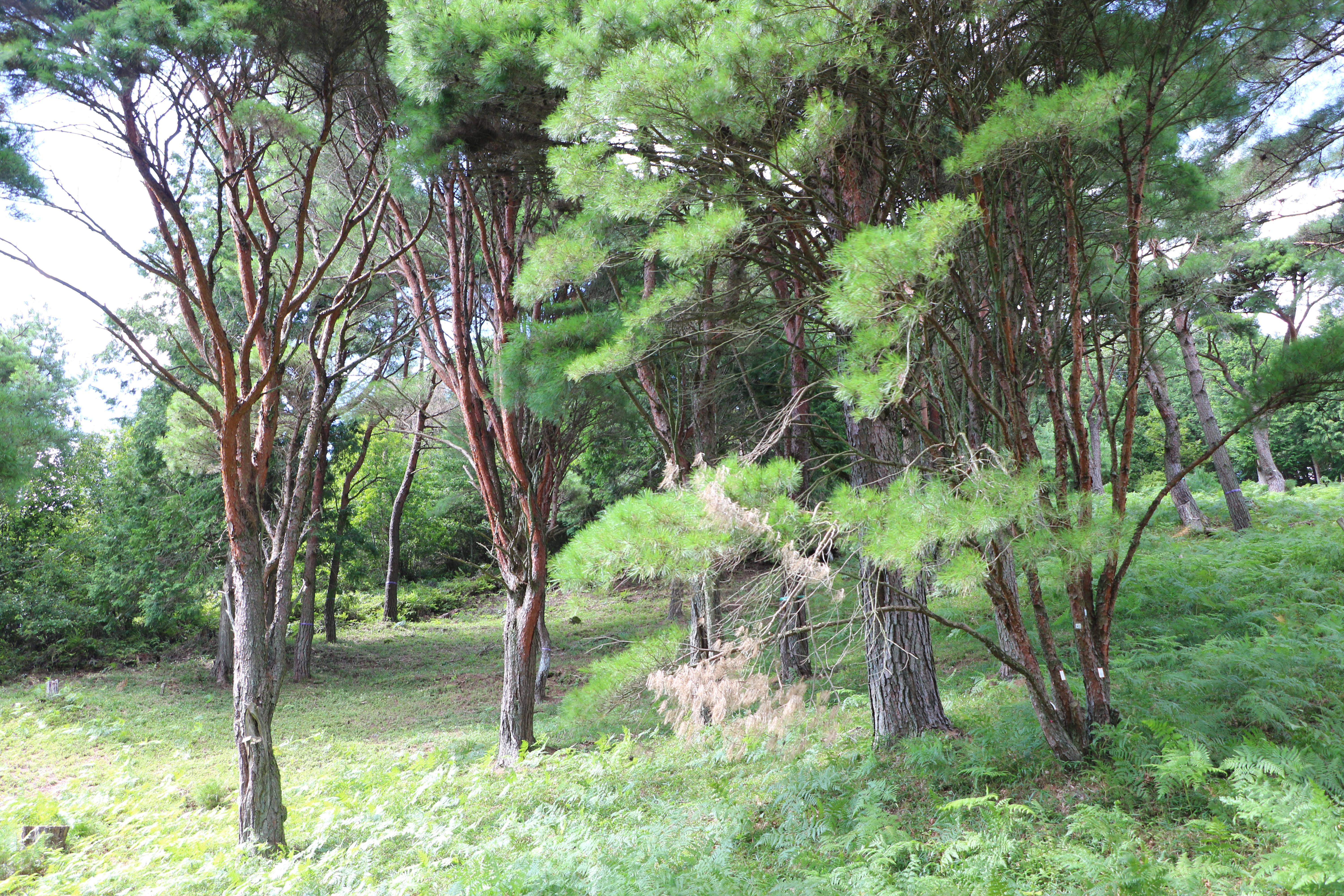
平松のウツクシマツ自生地。2019年9月6日撮影。

1. ウツクシマツ同士を交配すると、その子は100%ウツクシマツ。
2. ウツクシマツと普通のアカマツを交配すると、その子は100%アカマツ （F1）。
3. アカマツ型F1同士を交配すると、その孫は25%がウツクシマツ、75%がアカマツ 。

これらの事実が2002年（平成14年）に突き止められ、ウツクシマツの樹形はメンデルの法則にしたがって劣性遺伝することが証明された。
マツは数十年かけ成長するため、第1世代第2世代と続く交配研究には数十年単位の長期間が必要であり、ウツクシマツも全てがその形状に育つのではなく、その見極めには7年ほどかかるため、滋賀県森林センターは1973年の調査開始から30年弱をかけて解明したことになった。ウツクシマツの遺伝様式が劣性遺伝であったことは、後述する松くい虫に対する抵抗性を高める研究に有用な知見となった。

## 伝承と由来

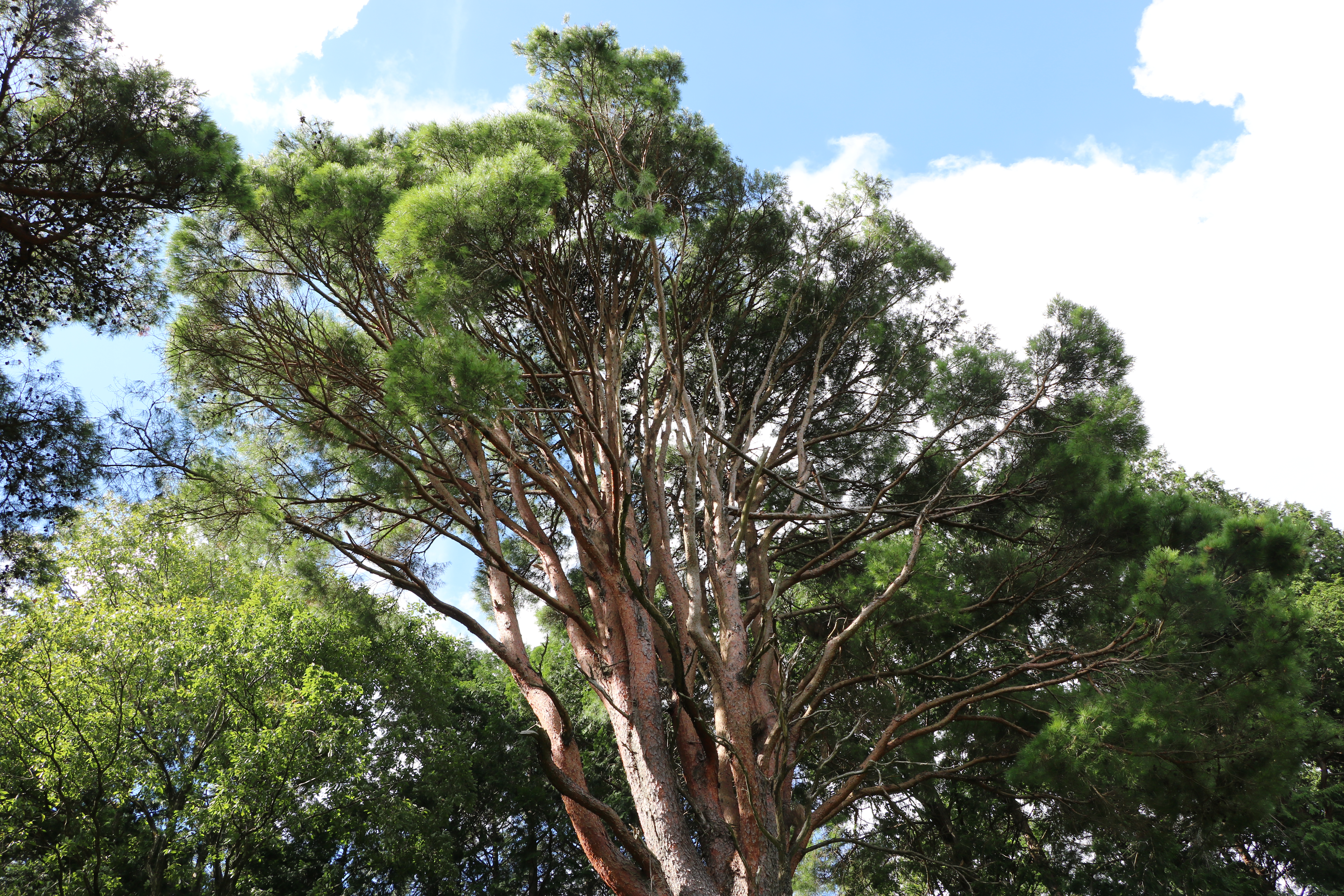
平松のウツクシマツ自生地。2019年9月6日撮影。

平松のウツクシマツのある美松山の麓に鎮座する松尾神社（湖南市平松）には、ウツクシマツにまつわる次のような伝説が残されている。
平安時代初期の文徳天皇の頃、体調を崩した京都の藤原頼平という公家が養生のため、ここ平松の山麓に家を建て静養の日々を過ごしていた。ある日、松林のある山の方面から美しい娘たちが現れ、自分たちは京の松尾大明神（松尾大社）に仕えるもので、あなた様をお護りするよう大明神様がおっしゃり、その仰せに従い参上いたしましたと言い、娘たちは美しい声で歌い舞い踊り、松の間を戯れたという。ふと気づくと娘たちの姿は無く、目の前の松がすべて見た事のないような美しい姿に変わっており、感嘆した頼平は筆をとり文徳天皇に事の次第を伝えると、朝廷から大納言が勅使として頼平の元へ下向し、松の木々を目にした大納言は、その美しさに「美し松」と名付けたという。体調が回復して京都へ戻った頼平は、早速松尾大社へ参拝し分霊を戴いて平松の地へ帰り、そこへ松尾神社を創建したという。平松の地名は頼平の「平」と松尾神社の「松」からきたものと伝えられ、うつくし松は当松尾神社の神木になっている。
江戸時代後期の1797年（寛政9年）に刊行された『伊勢参宮名所図会 』、および1815年（文化12年）刊行の『近江名所図会』には、「平松村 此村の右の方の山に美し松といふあり。一山凡二町餘の間不殘（あいだのこらず）雌松にて、其生ふる形一樹にして根本より數十幹を出す。甚奇観なり。」と記され、東海道沿いの名所として知られていた様子が分かる。

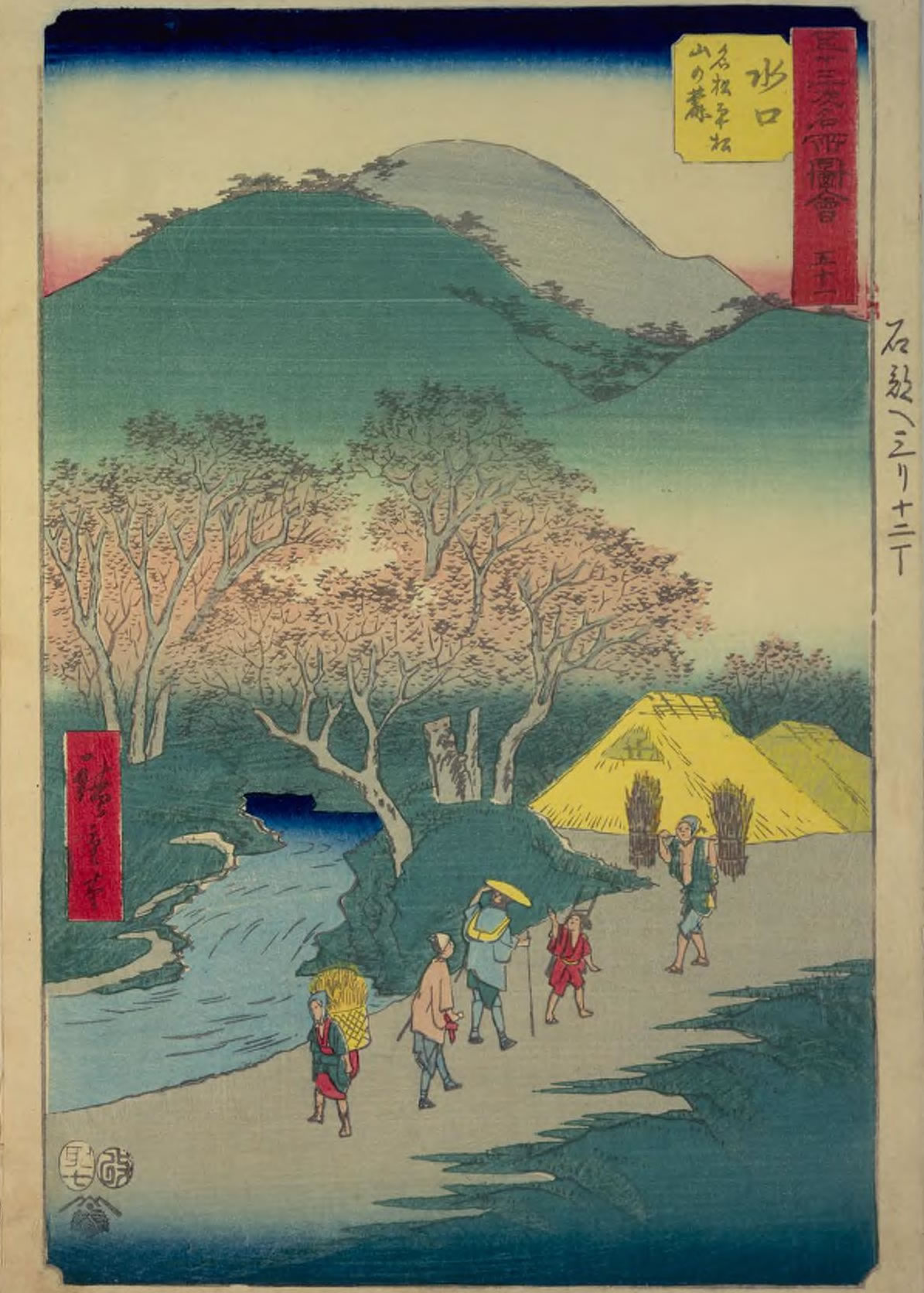
『五十三次名所図会 五十一 水口』
「名松平松山の麓」

また、歌川広重の浮世絵『東海道五十三次』の水口宿で描かれた浮世絵の2作品に「うつくし松」は描かれており、画中に「平松山美松」、「名松平松山の麓」の副題が添えられており、特に「平松山美松」では複数の幹が放射状に分岐する特徴的なウツクシマツの樹形が描かれている。
1921年（大正10年）3月3日にウツクシマツの自生地として、当地の当時の村名である三雲村（みくもむら）を冠した三雲村美松自生地の名称で国の天然記念物に指定され、同村が1955年（昭和30年）4月に岩根村と合併して甲西町となった2年後の1957年（昭和32年）7月31日に、今日の指定名である平松のウツクシマツ自生地へ名称が変更された。

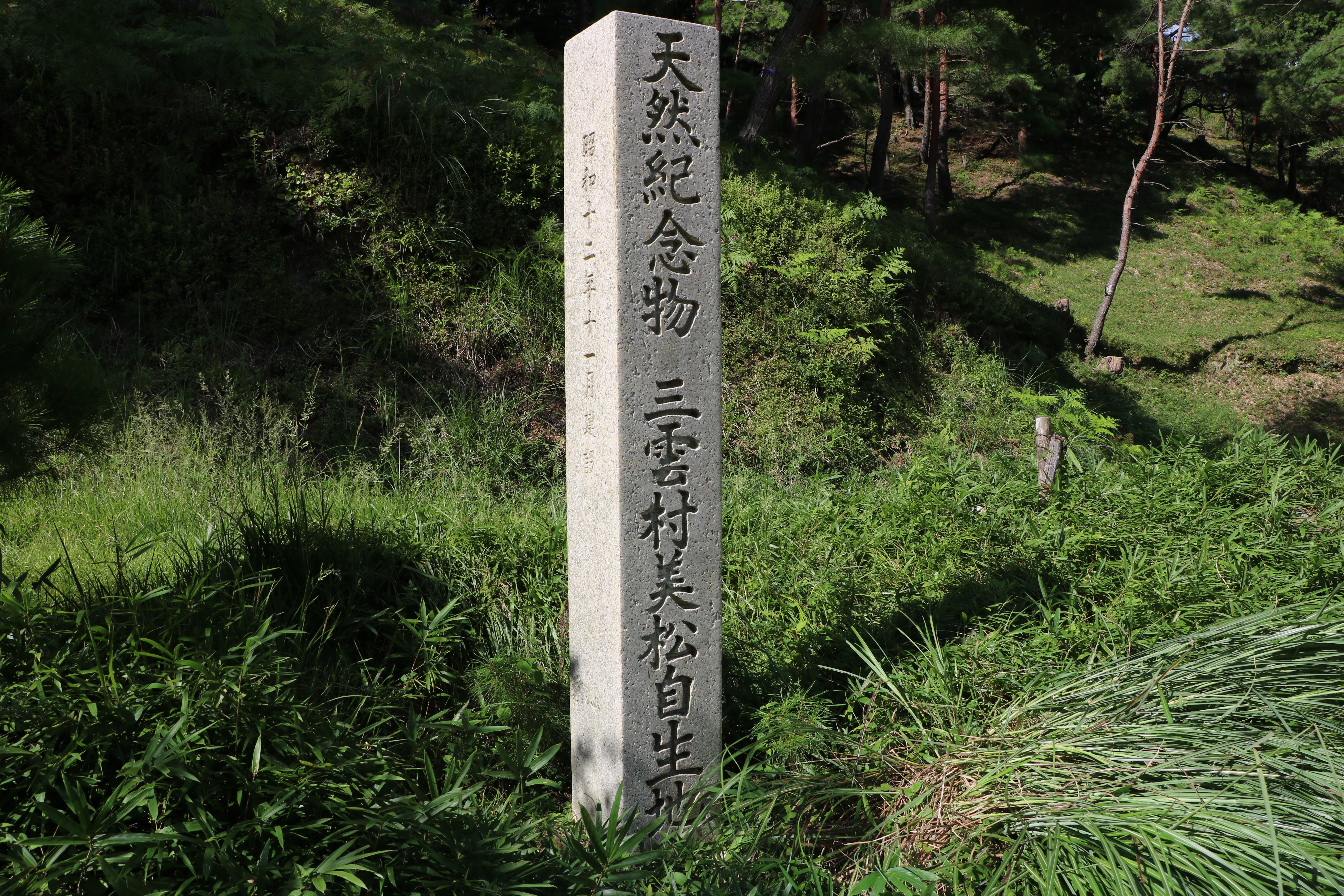
1937年（昭和12年）11月に建立された天然記念物指定石碑。 指定当時の「三雲村美松自生地」の名称が刻まれている。
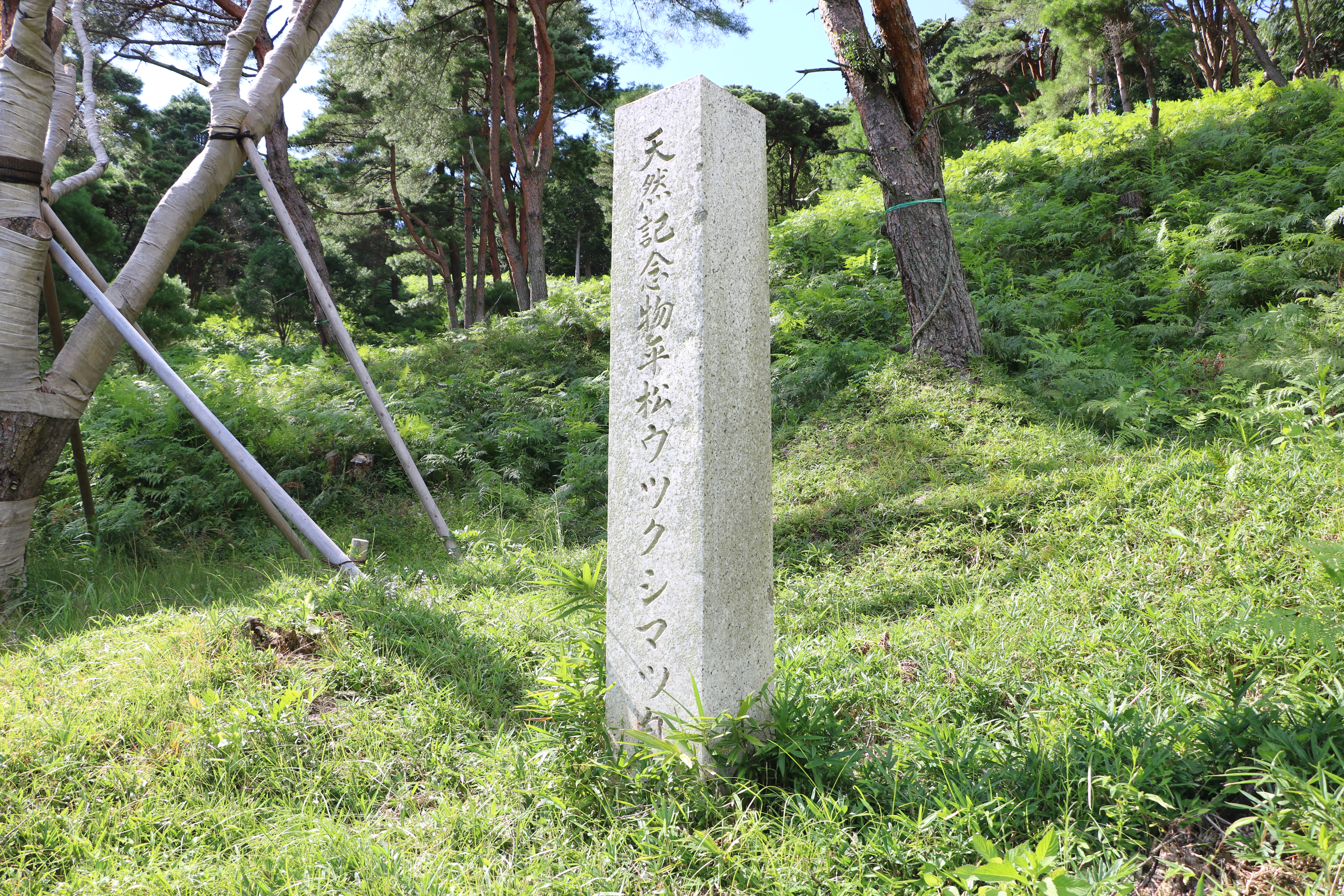
名称変更後の1964年（昭和39年）3月に建立された天然記念物指定石碑。
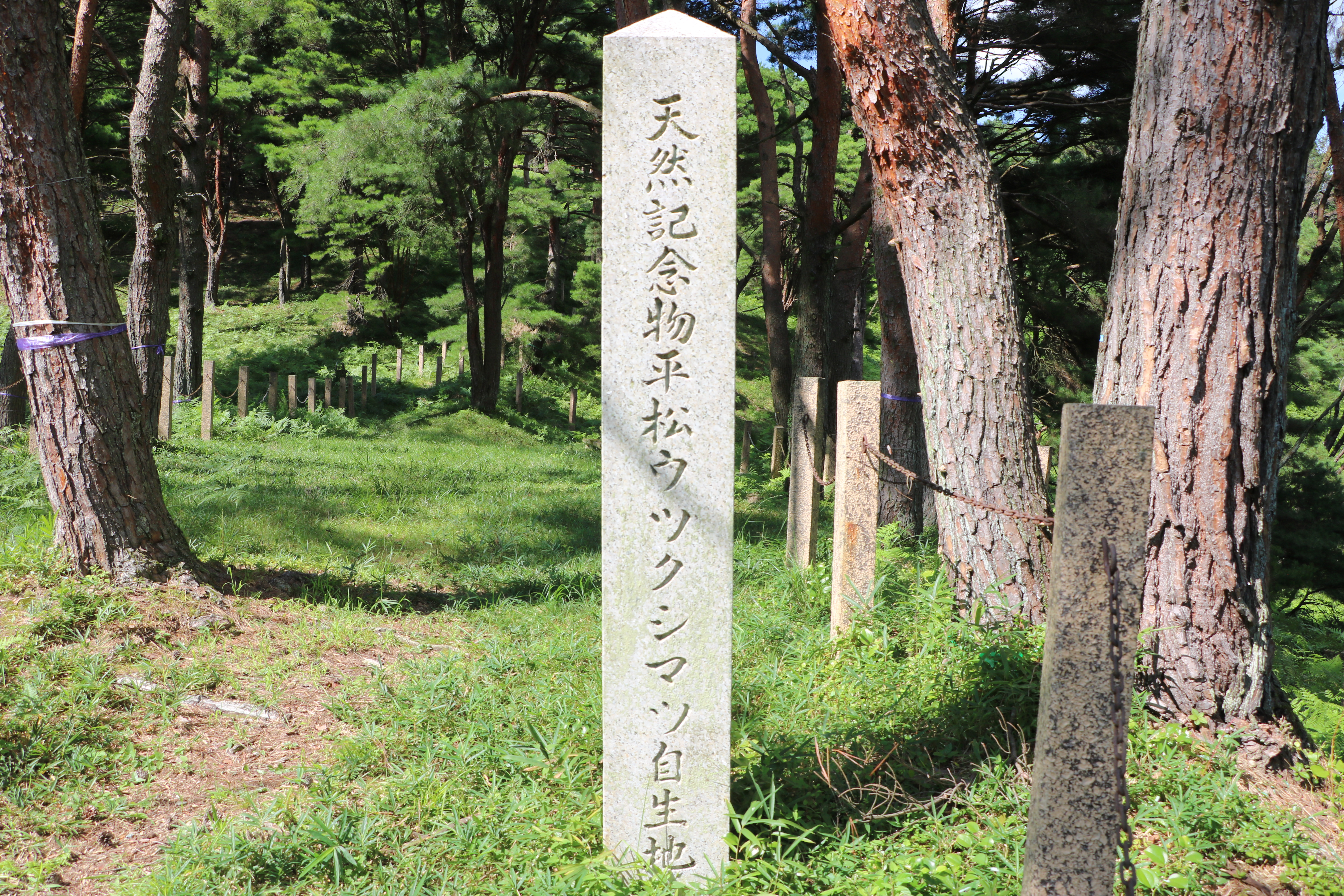
1964年建立の2本ある石碑のうち高台にあるもの。

## 保護保全活動

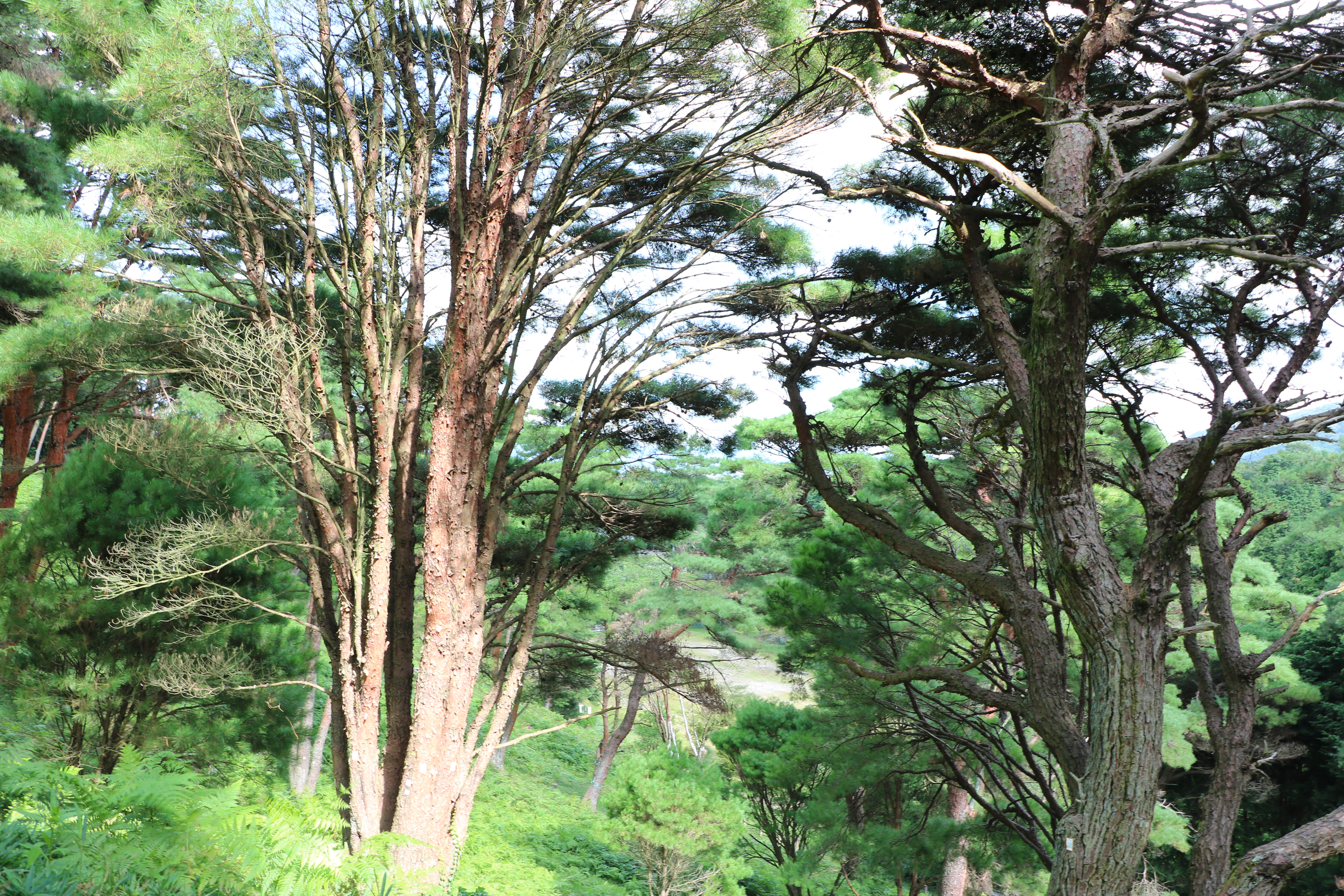
平松のウツクシマツ自生地。2019年9月6日撮影。

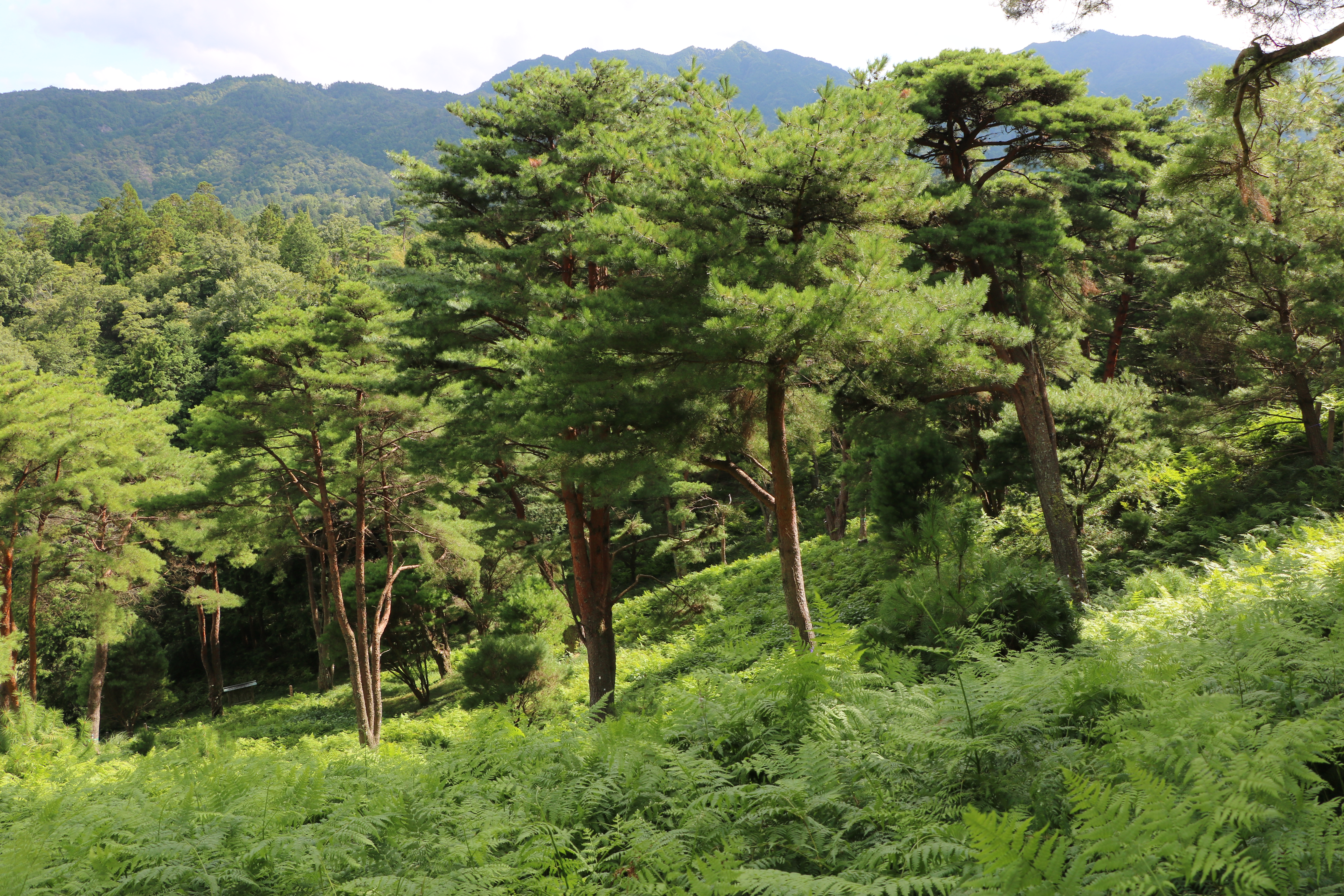
平松のウツクシマツ自生地。2019年9月6日撮影。

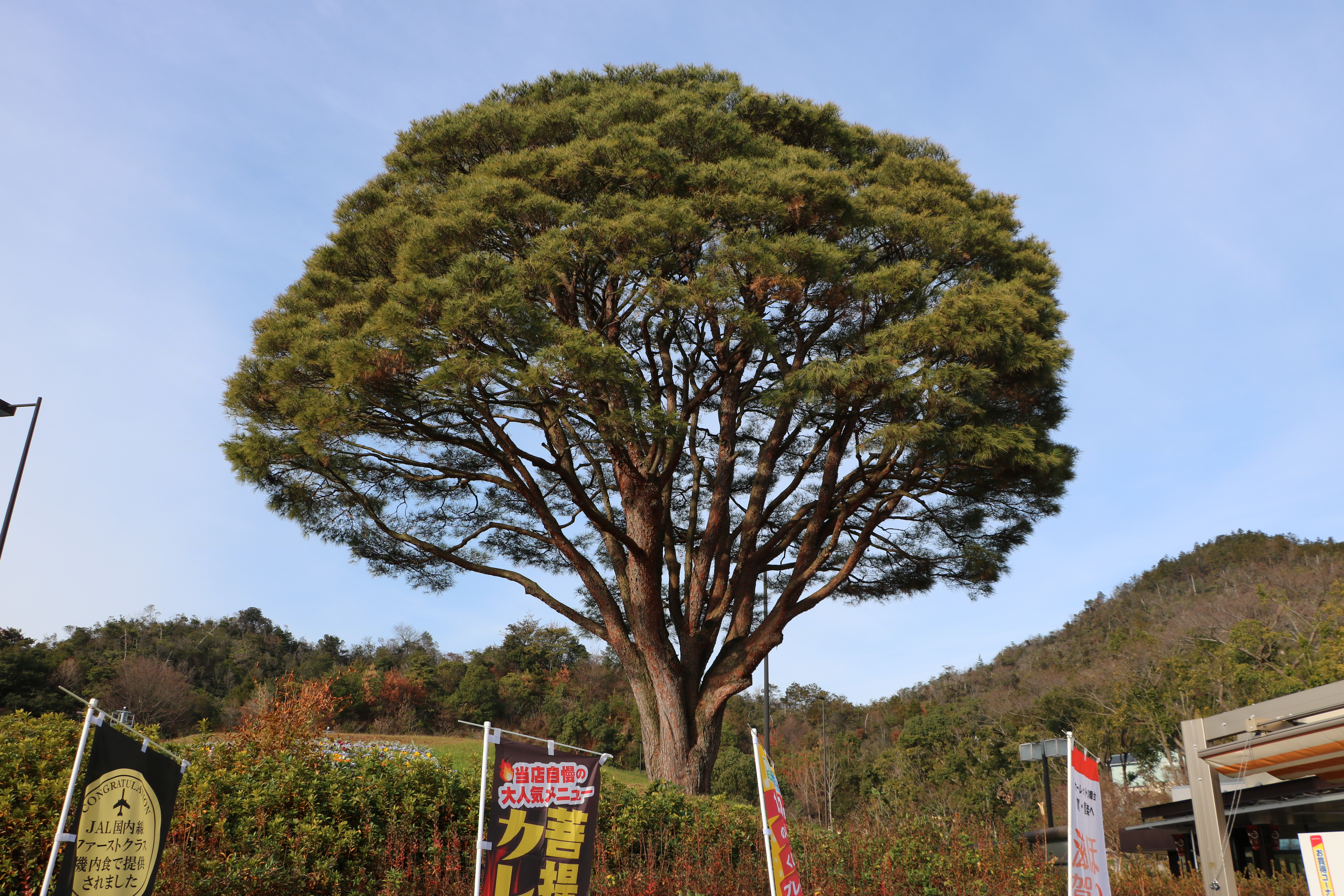
菩提寺パーキングエリア上り線のウツクシマツ。2019年12月24日撮影。

ウツクシマツのある湖南市平松地区では、古来よりの名所であるウツクシマツの自生地を守ろうと、地元平松地区住民らが中心となり1963年（昭和38年）に「平松ウツクシマツ自生地保護会」が結成され、その保護に取り組みはじめた。平松地区在住児童通学区域の湖南市立三雲小学校（1874年（明治7年開校）の校歌の歌詞にもウツクシマツは歌われるなど、地域の人々との結び付きが強いものがある。1978年（昭和53年）には日本全国で発生した松くい虫（マツノセンザイチュウ）によるマツ枯れ被害を受け始めたため、翌1979年（昭和54年）に当時の甲西町では「天然記念物平松のウツクシマツ自生地保護対策委員会」を設置し、薬剤の樹幹への注入による虫の除去が行われ、マツ枯れの進行は一時的に沈静化した。
その後も地域住民らによって消毒等の保全活動が継続されたが、松くい虫による被害は終わらず、毎年平均7本のウツクシマツが枯死し続けたが、2010年代に入り、急速に松枯れが進み、1980年（昭和55年）に255本あったウツクシマツは2016年（平成28年）に115本に減り、2018年（平成30年）6月には97本、同年11月には82本と被害が拡大し、このままでは数年のうちに消滅しかねない危機的状況に陥ってしまった。
事態を重く見た湖南市では平成30年度から国の支援を受け、有識者を交えた保存計画策定委員会を設置し会合を重ね、2021年（令和3年）3月末までに新たな保存計画を策定する予定で、計画策定委員長の大阪産業大学の前迫ゆかり教授は「想像以上に危機的な状況で、生態系を見極めた対策を早急に行う必要がある」としている。滋賀県も計画を支援をする構えで、同県知事の三日月大造は「ウツクシマツの自生地はわが国を代表する植生として、その価値が高く評価されており、県としてもその価値を後世に向けて守り伝えていく使命があると」発言している。
滋賀県森林センターでは、前述した実生木から交配を重ね明らかになった劣性遺伝の性質を利用した、松くい虫に抵抗性のあるウツクシマツを作る研究を甲賀市にある圃場で行っている。具体的には、ウツクシマツ型F1およびF2と松くい虫抵抗性を持つアカマツを交配すると抵抗性のある子F3が出来たが、メンデルの法則から予想されたとおり、ウツクシマツ型のF3は1本もなかった。そのため更にF3同士、またはF3とウツクシマツ型F2を交配させて出来るF4苗を作り、このF4苗の苗木に対して人為的に松くい虫を接種したところ、F3同士を交配したF4苗159本中、枯死したのは9本、異常を示したのは37本、健全な状態であったのは114本と、完全ではないものの、松くい虫に対して抵抗性を持つ苗が76.1パーセントに達した。ただし、これら品種改良されたウツクシマツは文化財保護法の観点から、指定地へ移植することはできない。
また、林野庁所管の国立研究開発法人森林研究・整備機構の関西育種場（岡山県勝田郡勝央町）では、平松のウツクシマツの20個体を保存種として1978年（昭和53年）にクローン収集し、定植したうちの16クローン30本が保存されている。なお、近隣を走る名神高速道路の菩提寺パーキングエリア上り線には、1962年（昭和37年）当時の甲西町の指定地外より移植されたウツクシマツが植樹されており、パーキング利用者は自由に見学することができる。
このように保全に向けて、官民でさまざまな取り組みが行われており、2010年（平成22年）には地元の高齢者らによる「平松長寿会」が保全活動をはじめ、自生しているウツクシマツ1本ずつの状態を確認し、採種した種を育成する活動が続いている。同会ではこれまでに約80本を植樹したが、松は成長するのに数十年が必要なため、高齢者が主体の同会では次世代へ活動を受け継いでいくことが重要であるとして、2017年（平成29年）には前述したウツクシマツが校歌にも歌われている三雲小学校の児童と一緒に種まきをし、地域の大切な遺産を若い世代に継いでいく活動が行われている。

## 交通アクセス
所在地
- 滋賀県湖南市平松541[24]。

交通
- JR草津線甲西駅下車。車5分、徒歩25分[24]。